# Lucimar de Moura
Lucimar Aparecida de Moura (Timóteo, Minas Gerais, 22 de marzo de 1974) es una deportista brasileña de atletismo especialista en las disciplinas relevo 4 x 400 m, 100 m y 200 m.

## Carrera deportiva
Lucimar ha representado a su país en diversas competencias de carácter nacional e internacional, entre las que se encuentran su participación en los Campeonatos Mundiales de Atletismo celebrados en Atenas 1997, Helsinki 2005 o Berlín 2009; además, participó en el Campeonato Mundial de Atletismo en Pista Cubierta de 2006 realizado en Moscú. También asistió junto al equipo de atletismo de su país a los Juegos Olímpicos de Atenas 2004 donde participó en los 200 m, y a los Juegos Olímpicos de Pekín 2008 donde estuvo en los 100 m y en la prueba de los 4 x 100 m; en esta última olimpíada, alcanzó el cuarto lugar junto a Rosemar Coelho Neto, Thaissa Presti y Rosângela Santos.
Además de su participación en los Juegos Panamericanos de Winnipeg 1999, también asistió a los Juegos Panamericanos de 2003 en Santo Domingo y los Juegos Panamericanos de 2007 en Río de Janeiro.

### Nivel panamericano e iberoamericano
Fue parte del conjunto femenino de atletismo brasileño que alcanzó la medalla de plata en los Juegos Panamericanos de 1999 en Winnipeg en la modalidad 200 m. A nivel iberoamericano, recibió la medalla de bronce para los 100 m y los 4 x 100 m relevo —junto a Katia Regina de Jesus dos Santos, Rosemar Coelho Neto y Luciana dos Santos— en el XI Campeonato Iberoamericano de Atletismo de 2004 realizado en Huelva, España; también obtuvo la medalla de plata por los 4 x 400 m relevo —nuevamente junto a Rosemar Coelho Neto y Luciana dos Santos, a la que se incluyó Ana Cláudia Lemos Silva— y 100 m en el XIII Campeonato Iberoamericano de Atletismo de 2008 realizado en Iquique, Chile; por otro lado, ganó la medalla de oro en los 4 x 400 m relevo junto a Geisa Coutinho, Evelyn dos Santos y Rosângela Santos en el XV Campeonato Iberoamericano de Atletismo de 2012 en Barquisimeto, Venezuela.

### Nivel sudamericano
En el ámbito sudamericano, ha participado en ocho Campeonatos Sudamericanos de Atletismo realizados en Mar del Plata 1997, Bogotá 1999, Manaus 2001, Barquisimeto 2003, Cali 2005, Tunja 2006, São Paulo 2007 y Lima 2009. En estos campeonatos, ha recibido trece preseas doradas, seis medallas de plata y una de bronce.

### Principales marcas continentales
Fue multi-plusmarquista sudamericana en sus especialidades: en los 100 m con 11s17 en Bogotá el 25 de junio de 1999, en los 200 m con 22s60 en la misma ciudad el 24 de julio del mismo año y en los 4 x 100 m con 42s97 en Bogotá del 10 de julio de 2004. Tales marcas ya no se encuentran vigentes.